# Homaliodendron javanicum
Homaliodendron javanicum là một loài Rêu trong họ Neckeraceae. Loài này được (Müll. Hal.) M. Fleisch. miêu tả khoa học đầu tiên năm 1906.